# Albernhof (Waldmünchen)
Albernhof ist ein Gemeindeteil der Stadt Waldmünchen im Landkreis Cham des Regierungsbezirks Oberpfalz im Freistaat Bayern.

## Geografie
Das Dorf Albernhof liegt auf dem Ostufer der Böhmischen Schwarzach, 900 Meter südöstlich der Staatsstraße 2400, 4,8 Kilometer südwestlich von Waldmünchen und 7,5 Kilometer südwestlich der tschechischen Grenze. Nordöstlich von Albernhof erhebt sich der 600 Meter hohe Albernhofer Berg.

## Geschichte

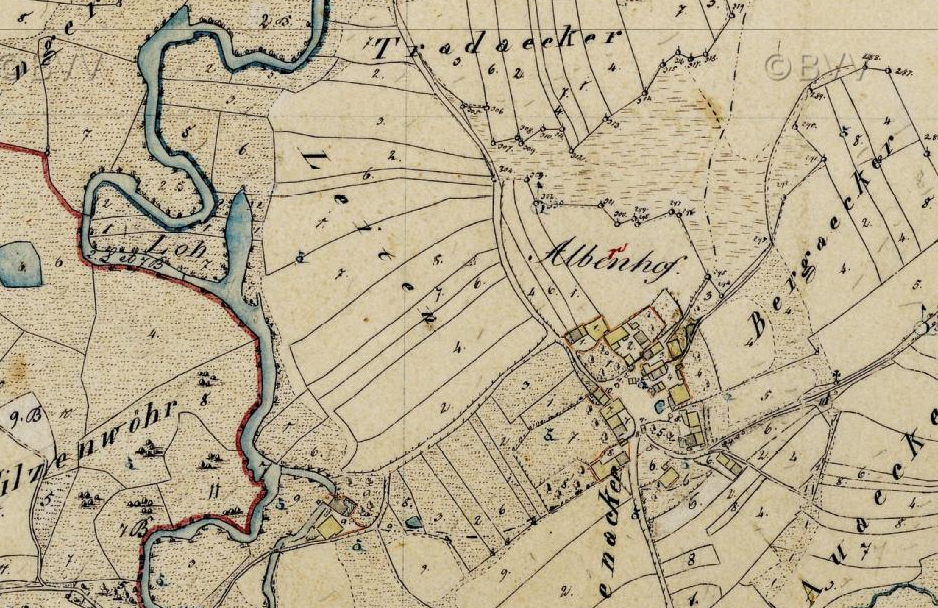
Lageplan von Albernhof (Waldmünchen) auf dem Urkataster von Bayern

Albernhof (auch: Albernhoff, Albenhof) wurde bereits im Herzogsurbar des Wittelsbacher Heinrich XIII. aus dem Jahr 1301 erwähnt.
Im 14. Jahrhundert gehörten die Warberger zu den Leonberger Vasallen. 1305 erbaten Rudgerus de Wartperch und seine Neffen von Bischof Konrad von Regensburg die Erlaubnis, ihre Zehnten in Albernhof an das Kloster Schönthal zu übereignen. Dies wurde in einer Urkunde von 1315 aufgezeichnet. 1313 schenkte Chunrat der Jung von Hohenuelz ein Gut zu Albernhof an das Kloster Schönthal.
1563 hatte Albernhof 9 Mannschaften. 1588 gab es in Albernhof 2 Höfe, 4 Güter, 2 Sölden, 1 Mühle, 1 Inwohner. 1596 gehörten 2 Güter von Albernhof zum Kloster Walderbach. 1622 wurden in Albernhof 9 Mannschaften genannt. 1630 verzeichnete Albernhof 2 Höfe, 5 Güter, 1 Söldengut, 1 Mühle, 3 Inleute. Aus einem Bericht des Johann German Barbing an den Kurfürst Ferdinand Maria vom 16. Januar 1666 heißt es: „Albernhof. Ferner ist auch zu A. ein Eisenhammer, so aber schon vor Menschengedenken nicht gangbar gewesen; anstatt dessen ist jetzt eine Mühle erbaut worden; dabei ist viel ‚Arzt‘ gefunden worden, auch der Amboßstock von dem großen Hammer ist noch zu sehen.“ Der Eisenhammer bzw. die spätere Mühle wurden vom Wasser der Schwarzach betrieben.
1703 wurden in Albernhof 2 Höfe, 4 Güter und 3 Sölden aufgeführt. 1762 gab es in Albernhof 10 Herdstätten von Hauseigentümern und 4 Herdstätten von Inwohnern. 1808 hatte die Ortschaft 9 Anwesen, einen Müller, eine Mühle und ein Hüthaus.
1808 wurde die Verordnung über das allgemeine Steuerprovisorium erlassen. Mit ihr wurde das Steuerwesen in Bayern neu geordnet und es wurden Steuerdistrikte gebildet. Dabei kam Albernhof zum Steuerdistrikt Ast. Der Steuerdistrikt Ast bestand aus den Dörfern Ast, Albernhof, Hirschhöf und Kritzenast.
1820 wurden im Landgericht Waldmünchen Ruralgemeinden gebildet. Dabei wurde Albernhof Ruralgemeinde. Zur Ruralgemeinde Albernhof gehörte neben Albernhof mit 12 Familien das Dorf Kritzenast mit 16 Familien. Später kam das erst im 19. Jahrhundert gegründete Eschlhof zur Gemeinde Albernhof dazu. 1972 wurde die Gemeinde Albernhof in die Stadt Waldmünchen eingegliedert.
Albernhof gehört zur Pfarrei Ast. 1997 hatte Albernhof 52 Katholiken.

## Einwohnerentwicklung ab 1820
| Jahr | Einwohner   | Gebäude |
| ---- | ----------- | ------- |
| 1820 | 12 Familien | k. A.   |
| 1838 | 79          | 10      |
| 1861 | 125         | 28      |
| 1871 | 73          | 36      |
| 1885 | 69          | 11      |
| 1900 | 77          | 12      |
| 1913 | 77          | 10      |

| Jahr | Einwohner | Gebäude |
| ---- | --------- | ------- |
| 1925 | 69        | 10      |
| 1950 | 77        | 11      |
| 1961 | 64        | 10      |
| 1970 | 55        | k. A.   |
| 1987 | 63        | 12      |
| 2011 | 44        | k. A.   |

## Tourismus
Albernhof liegt am Burgenweg-Oberpfalz, der hier mit dem Goldsteig zusammenfällt.